# Brownlowia paludosa
Brownlowia paludosa är en malvaväxtart som först beskrevs av André Joseph Guillaume Henri Kostermans, och fick sitt nu gällande namn av André Joseph Guillaume Henri Kostermans. Brownlowia paludosa ingår i släktet Brownlowia och familjen malvaväxter. Inga underarter finns listade i Catalogue of Life.